# 雷尼镍
蕾尼镍（英語：Raney Nickel）又蕾尼镍，是一种由带有多孔结构的镍铝合金的细小晶粒组成的固态异相催化剂，它最早由美国工程师莫里·蕾尼（Murray Raney）在植物油的氢化过程中，作为催化剂而使用。其制备过程是把镍铝合金用浓氢氧化钠溶液处理，在这一过程中，大部分的铝会和氢氧化钠反应而溶解掉，留下了很多大小不一的微孔。这样蕾尼镍表面上是细小的灰色粉末，但从微观角度上，粉末中的每个微小颗粒都是一个立体多孔结构，这种多孔结构使得它的表面积大大增加，极大的表面积带来的是很高的催化活性，这就使得蕾尼镍作为一种异相催化剂被广泛用于有机合成和工业生产的氢化反应中。由于“蕾尼”是格雷斯化学品公司（W. R. Grace and Company）的注册商标，所以严格地说，仅有这个公司的戴维森化学部门（Grace Davison division）生产的产品才能称作“蕾尼镍”。而“金属骨架催化剂”或者“海绵-金属催化剂”被用于称呼具有微孔结构，而物理和化学性质类似于雷尼镍的催化剂。

## 历史
1897年法国化学家保罗·萨巴捷发现了痕量的镍可以催化有机物氢化过程。随后镍被应用于很多有机物的氢化。1920年代起美国工程师莫里·雷尼开始致力于寻找更好的氢化催化剂。1924年他采用镍/硅比例为1:1的混合物，经过氢氧化钠处理后，硅和氢氧化钠反应掉，形成多孔结构。雷尼发现这种催化剂对棉籽油氢化的催化活性是普通镍的五倍。随后雷尼使用镍/铝为1：1的合金来制造催化剂，发现得到的催化剂活性更高，并于1926年申请专利。直到今天，1：1的比例仍然是生产雷尼镍所需的合金的首选比例。

## 制备

### 合金制备
商业上，生产雷尼镍所需的镍铝合金是通过在熔炉中将具有催化活性的金属（镍，铁或者铜）和铝熔合，得到的熔体进行淬火冷却，然后粉碎成为均匀的细颗粒。在合金组分的设计上，要考虑两个因素。一是合金中镍铝的组成比例，随着镍铝比例的变化，在淬火过程中会产生不同的镍/铝相，他们有着不同的浸出性能，这可能会导致最终产品有着截然不同的多孔结构。通常采用相等质量的镍和铝进行熔合。二是加入第三种金属的比例。在淬火过程中，有时会加入少量的第三种金属，如锌，铬。它们的加入改变了合金的组成和相图，导致了不同的浸出性能，从而带来了更高的催化活性，所以被称为“促进剂” 。

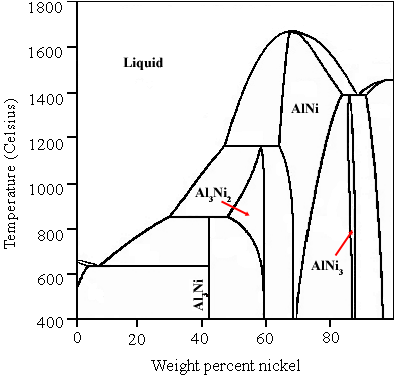
镍-铝相图，标出了和浸出反应密切的NiAl_{3}、Ni_{2}Al_{3}和NiAl相

### 活化
雷尼镍的高催化活性来自于镍本身的催化性质和其多孔的结构，而多孔结构即源自于用浓氢氧化钠溶液除去镍铝合金中的铝，这一过程被称为浸出，简化之后的浸出反应如下：
2Al + 2NaOH + 6H2O → 2Na[Al(OH)4] + 3H2
由于浸出反应带来了催化剂的活性，同时产生的氢气储存进了催化剂中，故也称之为活化。成品的表面积通常通过气体（如氢气）的吸附实验来测量。实验发现几乎所有的接触面积都存在着镍。商业化的雷尼镍的平均镍接触面积是100 m² /g。 。主要有三个因素影响着浸出反应的结果，他们是合金的组成，所用氢氧化钠的浓度和浸出反应的温度。
前面提到过，合金中含有多种镍铝相，在浸出过程中，NiAl3和Ni2Al3相之中所含的铝首先被反应掉，而NiAl相中含有的铝反应较慢，可以通过调整浸出时间保留，这就是为什么被称为“选择性浸出”。典型的活化雷尼镍中镍占85%的质量，这意味这有2/3的原子是镍。剩余的NiAl相中的铝可以帮助保持这种多孔的结构，为催化剂提供结构的稳定性和热的稳定性。
浸出反应所用的氢氧化钠的浓度要比较高，一般需达5摩尔/升，这样才能迅速将铝转化为溶于水的铝酸钠（Na[Al(OH)4]），而避免产生氢氧化铝沉淀。一旦产生氢氧化铝的沉淀，沉淀会堵塞已形成的孔洞，阻止其余的氢氧化钠溶液进入合金的路径，使得剩余的铝较难反应掉。这样会导致产品的多孔结构的表面积变小，催化活性降低。
在浸出过程中逐步形成的多孔结构具有强烈的缩小其表面积的倾向，会发生结构重排，孔壁彼此结合，使得多孔结构被破坏。而温度的升高会使得原子运动加快，加大了结构重排的趋势，所以雷尼镍的表面积和催化活性都随浸出反应温度的升高而下降，而如果浸出温度很低，又会使得浸出反应速度过慢，故常用的浸出反应温度介于70至100摄氏度。

## 应用
对氢气的强吸附性，高催化活性和热稳定性使得雷尼镍被广泛用于很多工业过程和有机合成反应中。除此之外，雷尼镍基本不溶于除无机酸之外的实验室溶剂，同时又具有较高的密度（和镍类似，6-7g/cm³），这都有利于反应之后从混合液中分离催化剂。

### 氢化反应
雷尼镍主要用于不饱和化合物，如烯烃，炔烃，腈，二烯烃，芳香烃，含羰基的物质，乃至具有不饱和键的高分子的氢化反应。使用雷尼镍进行氢化有时甚至不需要特意加入氢化，仅凭活化后的雷尼镍中吸附的大量氢气即可完成反应。反应后得到的是顺位氢化产物。另外，雷尼镍也可以用于杂原子-杂原子键的还原。一个典型的使用雷尼镍加氢的反应如下：
在这个反应中苯被加氢还原为环己烷。由于芳香族化合物的特殊稳定性，直接氢化还原很困难。但是使用雷尼镍可以加快反应速度。其他非均相催化剂,如铂族元素组成的催化剂,可以达到类似的效果，但生产费用昂贵。还原之后得到的环己烷可以被氧化成己二酸，己二酸作为原料用于工业生产聚酰胺如尼龙等。

### 脱硫
除了作为催化剂加氢，雷尼镍还将充当试剂参与有机含硫化合物如硫缩酮的脱硫生成烃类的反应，从而实现了从羰基间接还原为亚甲基的途径。
生成的硫化镍将沉淀下来，通过蒸馏，可以与易挥发的乙烷很容易分离。雷尼镍还用于噻吩脱硫同时氢化生成饱和化合物。但这一类反应的机理至今还未有明确解释。

## 安全

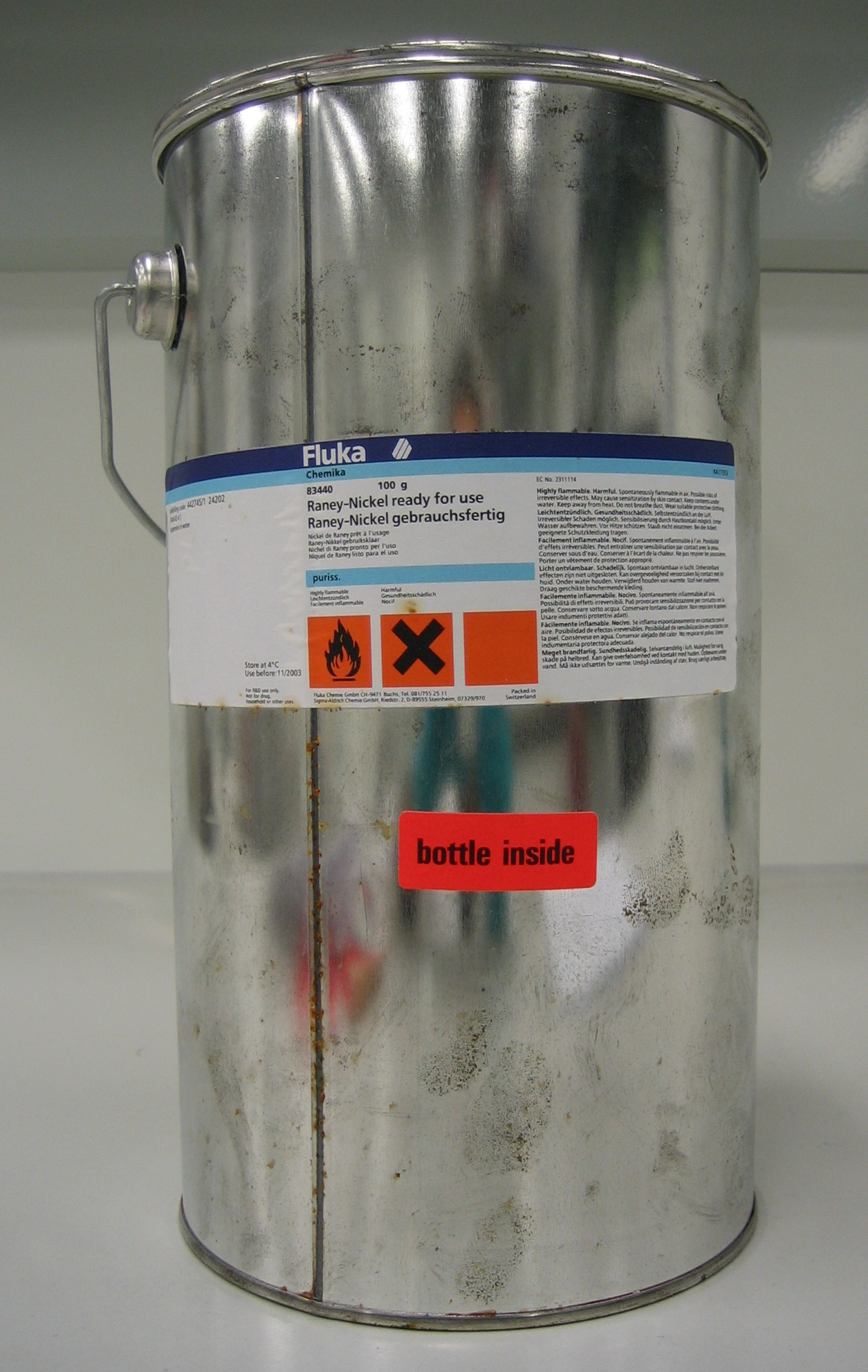
雷尼镍包装，因为其是可燃有害物质，包装盒内填充蛭石

在雷尼镍制备过程中，使用的原料镍是一种国际癌症研究机构（Internation Agency for Research on Cancer）认为的致癌物（2B组，欧盟第3类）和致畸物，而吸入微细的氧化铝粒子会导致铝矾土尘肺症，因此制备雷尼镍一定要小心。在活化过程中，由于其表面积在逐渐增大且不断吸附浸出反应所产生的氢气，使得活化后形成的雷尼镍具备中等易燃性，故雷尼镍参加的反应应在隔绝空气的环境中进行处理。
活化之后，得到的催化剂要在室温下用蒸馏水清洗，为的是除去任何残余的铝酸钠。去氧水是储存兰尼镍的首选，因为它可以防止兰尼镍的氧化，降低燃烧的危险。所以，通常供应的雷尼镍是混于水中的50%的泥浆状物体，不要把其暴露于空气中。泥浆状物质装入试剂瓶中后放入包装箱，包装箱中要填充化学性质稳定的蛭石再加以运输。
参加反应之后的雷尼镍仍然可能含有大量的氢气，不能随意丢弃。应在通风处销毁。雷尼镍燃烧时会产生有害气体，因此，建议在销毁雷尼镍和扑救雷尼镍造成的火灾时使用防毒面具。此外，直接接触雷尼镍可能会导致呼吸道发炎，也可以引起眼睛和皮肤刺激性的损害。吸入会导致鼻腔和肺部的纤维化。摄入则会导致惊厥和肠道疾病。长期接触可能导致肺炎和其他标志致敏镍样皮疹，即镍痒。